# 宮ヶ瀬水
宮ヶ瀬 水（みやがせ すい、1991年7月19日 -）は、日本の小説家。茨城県出身。立教大学法学部卒業。

## 略歴
2018年、『三度目の少女』が第16回『このミステリーがすごい!』大賞の隠し玉として出版されデビュー。

## 作品リスト

### 文庫
- 『三度目の少女』（2018年8月、宝島社文庫）
- 『推理小説のようにはいかない ミュージック・クルーズの殺人』（2020年6月、宝島社文庫）
- 『横浜・山手図書館の書籍修復師は謎を読む』（2022年11月、宝島社文庫）

### アンソロジー
- 『衝撃の1行で始まる3分間ミステリー』（2024年4月、宝島社文庫）
- 『驚愕の1行で終わる3分間ミステリー』（2024年4月、宝島社文庫）